# Heliocontia rudisana
Heliocontia rudisana är en fjärilsart som beskrevs av Walker 1865. Heliocontia rudisana ingår i släktet Heliocontia och familjen nattflyn. Inga underarter finns listade i Catalogue of Life.